# Getbol
De Getbol, Koreaanse getijdenvlakten zijn een geheel van wadden aan de zuidwest- en zuidkust van Zuid-Korea. Ze behoren, op de Waddenzee na, tot de grootste wadden ter wereld. De wadden aan de oostelijke kusten van de Gele Zee en de straat van Korea liggen in de Koreaanse provincies Chungcheongnam-do, Jeollabuk-do en Jeollanam-do.
De wadden behoren tot het natuurlijk erfgoed en werden door Zuid-Korea in 2010 een eerste maal voorgedragen voor opname in de UNESCO werelderfgoedlijst. De nominatie werd in 2018 ingetrokken na evaluatie en werd, met bijkomende documentatie in 2019 opnieuw ingediend. De bijeenkomst van het werelderfgoedcomité werd in 2020 uitgesteld vanwege de coronapandemie maar werd in juli 2021 gehouden in Fuzhou. Tijdens deze 44e sessie van de Commissie voor het Werelderfgoed werd de inschrijving weerhouden en werd de site als Getbol, Koreaanse getijdenvlakten erkend als werelderfgoed.
De site kan opgedeeld worden in vier onderscheiden zones: Seocheon Getbol, Gochang Getbol, Shinan Getbol en Boseong-Suncheon Getbol. De site vertoont een complexe combinatie van geologische, oceanografische en klimatologische omstandigheden die hebben geleid tot de ontwikkeling van diverse sedimentaire kustsystemen. Elk onderdeel vertegenwoordigt een van de vier subtypes van getijdenvlakken (in baaien, estuaria, lagunes en rond archipels). 
De site herbergt een hoge mate van biodiversiteit, met meldingen van 2.150 soorten flora en fauna, waaronder 22 wereldwijd bedreigde of bijna bedreigde soorten. Het is de thuisbasis van 47 endemische en vijf bedreigde mariene ongewervelde soorten naast een totaal van 118 trekvogelsoorten waarvoor het gebied kritieke habitats biedt op de zomertrek van en naar Siberië, een trek waarvoor jaarlijks zo'n miljoen trekvogels een rustpauze in de wadden nemen. 
Endemische fauna omvat de Koreaanse inktvissen (Octopus minor), en afzetting feeders zoals Japanse modderkrabben (Macrophthalmus (Mareotis) japonicus), wenkkrabben (Uca lactea), en borstelwormen (Polychaeta), Stimpson's spookkrabben (Ocypode stimpsoni), Gele Zee zeeslakken (Umbonium thomasi), , evenals verschillende suspensie feeders zoals mosselen. De site is voor de Commissie voor het Werelderfgoed illustratief voor het verband tussen geodiversiteit en biodiversiteit, en toont de afhankelijkheid van culturele diversiteit en menselijke activiteit van de natuurlijke omgeving.

## Galerij

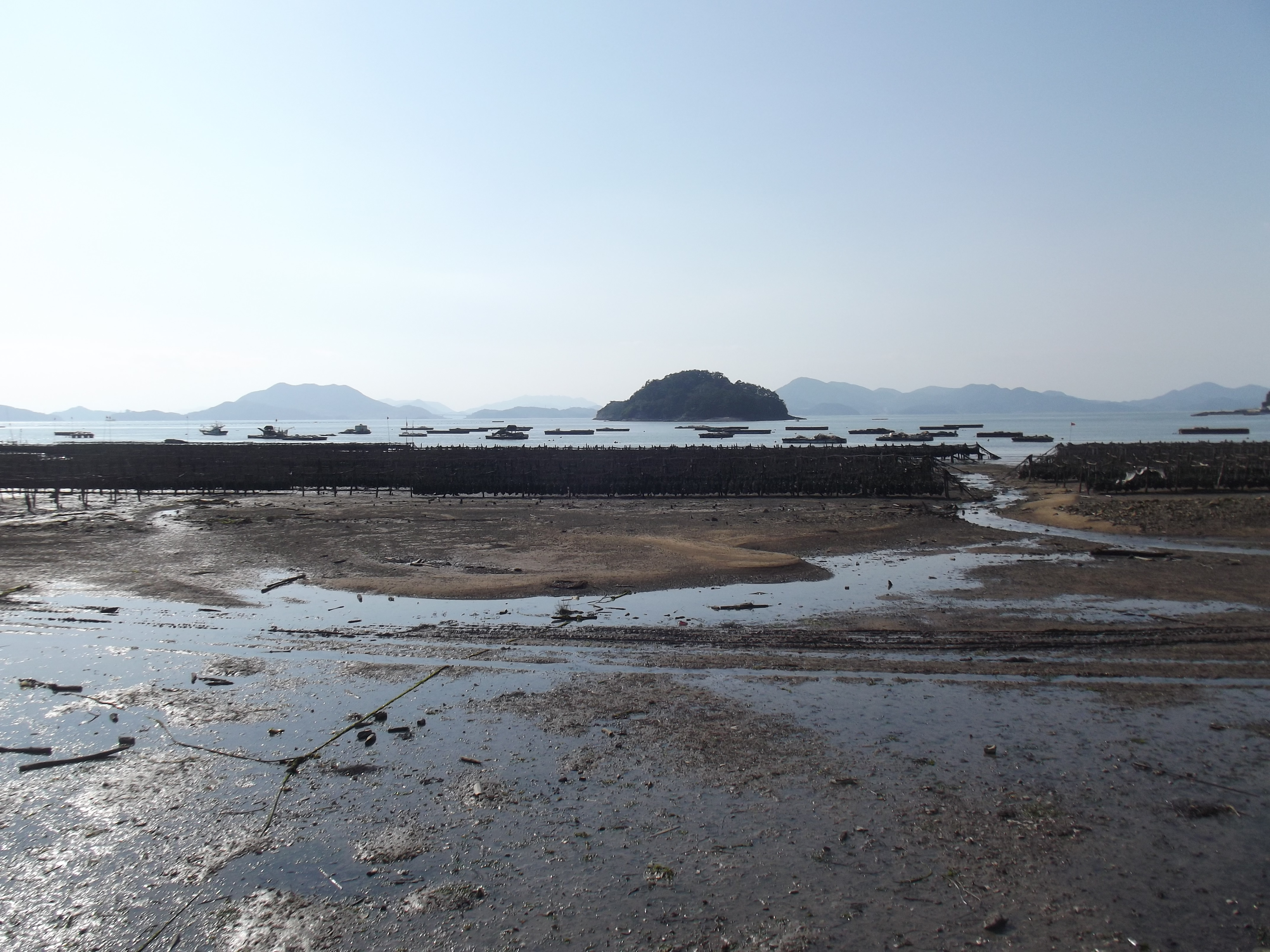
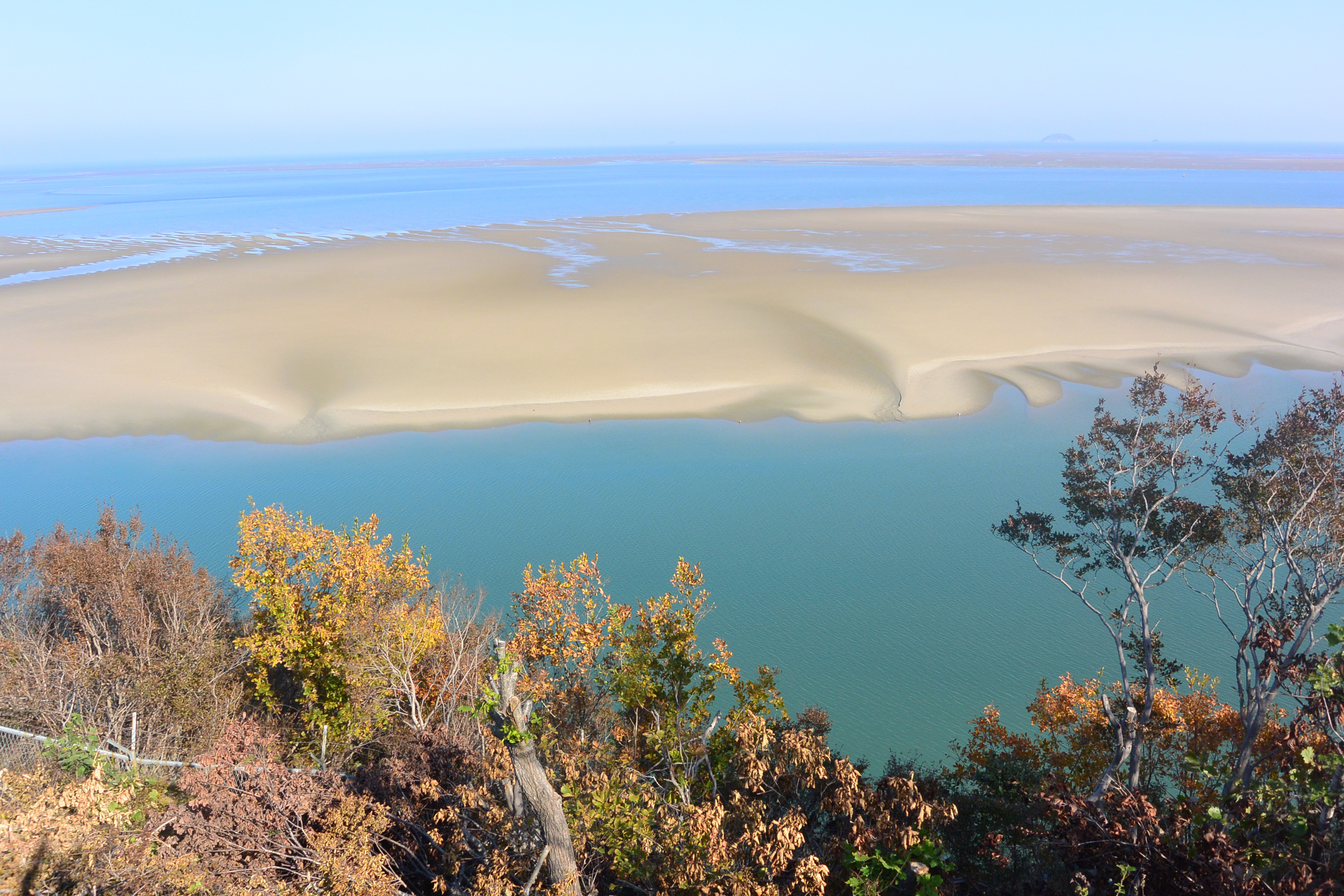
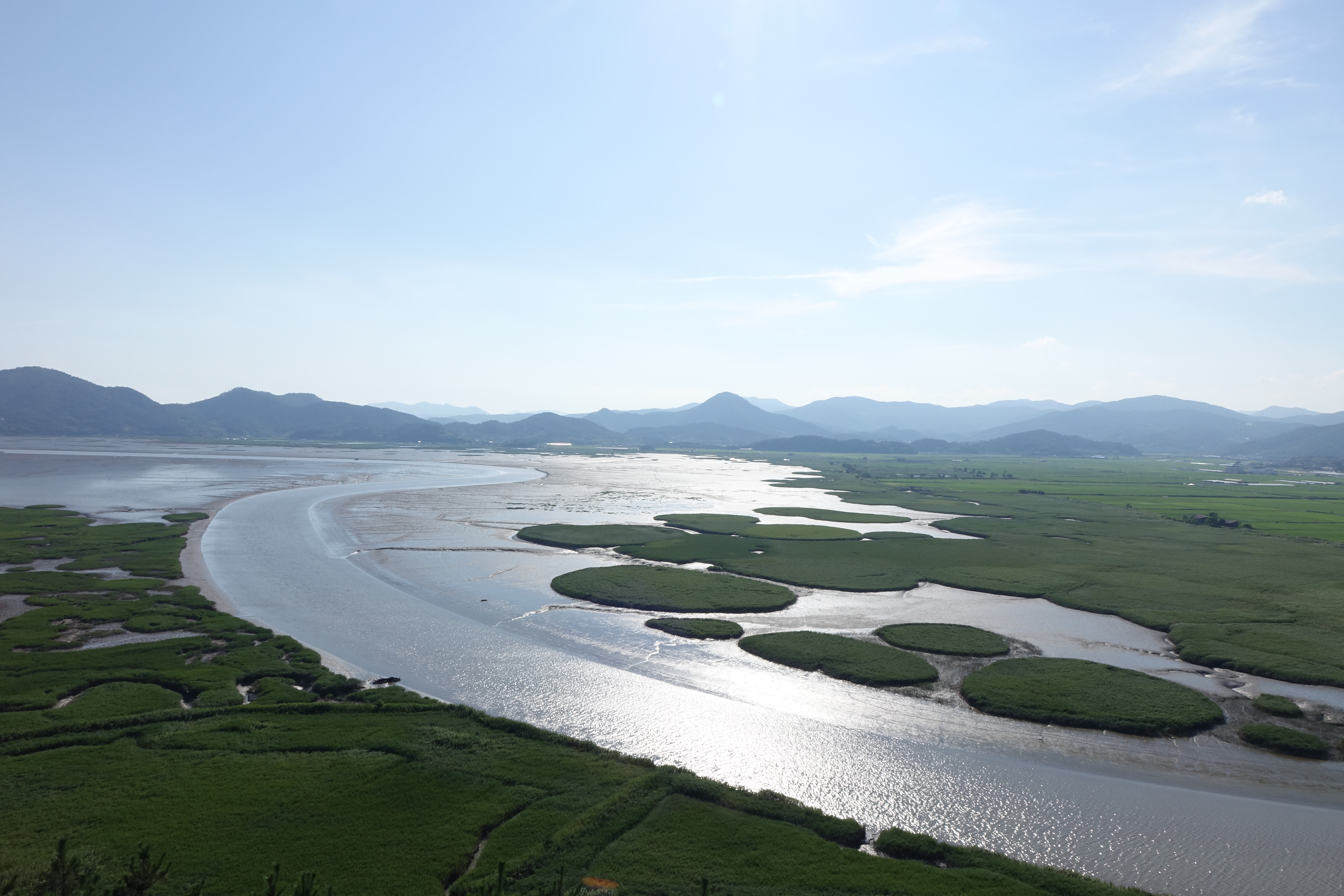
De baai van Suncheon aan de Straat van Korea

Haeinsatempel Janggyeong Panjeon, bewaarplaats van de Tripitaka Koreana houtblokken ·
Jongmyo-heiligdom ·
Seokguramgrot en Bulguksatempel ·
Changdeokgung-paleiscomplex ·
Hwaseong-vesting ·
Hunebedplaatsen Gochang, Hwasun en Ganghwa ·
Historische gebieden van Gyeongju ·
Vulkanisch eiland Jeju met lavagrotten ·
Koninklijke tombes van de Joseondynastie ·
Historische dorpen van Korea: Hahoe en Yangdong ·
Namhansanseong ·
Historisch gebied van Paekche ·
Sansa, boeddhistische bergkloosters in Korea ·
Seowon, Koreaanse neoconfucianistische academies ·
Getbol, Koreaanse getijdenplaten